# Baro (vattendrag i Etiopien)
Baro är ett vattendrag i Etiopien. Det ligger i den västra delen av landet, 600 km väster om huvudstaden Addis Abeba.